# Tornus africanus
Tornus africanus is een slakkensoort uit de familie van de Tornidae. De wetenschappelijke naam van de soort is voor het eerst geldig gepubliceerd in 1969 door Adam & Knudsen.